# Zearalenona
La zearalenona (ZEA) és un metabòlit secundari i micotoxina produïda per fongs filamentosos Gibberella/Fusarium, especialment F. graminearum, (abans anomenat F. roseum) i també per F. culmorum, F. equiseti i F. verticillioides. (Giberella és el nom d'algunes espècies de Fusarium en el seu estadi teleomorf.) Es troba principalment en aliments com el blat de moro i altres cereals, com ordi, civada, arròs, sorgo i soja, quan la humitat és molt elevada, com per exemple durant el seu cultiu.
La zearalenona té una àmplia distribució global, encara que a les zones de Nord-amèrica, Europa i el Japó la incidència és menor. A països en vies de desenvolupament amb climes temperats és on es detecta una major incidència. Això és perquè les condicions òptimes de creixement són temperatures d'entre 21-25 °C i humitat relativa superior al 87 per cent.
El nom de zearalenona prové de combinar els termes Gibberella zeae, -ral- per les lactones àcides resocícliques (resorcylic acid lactone en anglès), -e- per la presència del doble enllaç C-10 a C-2 i -ona pel grup cetona C-6.
A causa de la seva activitat estrogènica, així com la dels seus metabòlits, s'ha associat la seva ingesta prolongada amb diversos tipus de càncer, especialment aquells que afecten els òrgans reproductors.
Pertany a un reduït grup de micotoxines que es considera causen un gran impacte econòmic, en el qual també podem trobar les aflatoxines, l'ocratoxina A, les fumonisines i el desoxinivalenol.

## Estructura química
L'estructura química de la zearalenona es és una lactona de l'àcid 6- [10-hidroxi-6-oxo-trans-1-undecenil]-B-resorcílic. Aquesta estructura s'assembla molt a la dels estrògens naturals, com és el cas del 17β-estradiol, raó per la qual és capaç d'unir-se als receptors d'estrogen i causar malalties.
Produeix diversos metabòlits, que varien lleugerament en la seva estructura química, essent el més perillós per a la salut humana l'α-zearalenol, ja que és el que major afinitat mostra pels receptors d'estrògens. Els diversos metabòlits reductors identificats de zearalenona són β-zearalenol (ZEL), zearalenona (ZEN) i α- i β-zearalanol (ZAL) i els seus glucòsids (Glc), sulfats (sulfur) i glucurònids.

## Toxicitat
La seva estructura química fa que tingui efectes estrogènics ja que s'uneix a receptors d'estrogen i pot causar problemes hormonals en algunes espècies animals. Un cop ingerida passa per diferents òrgans, però sobretot va al fetge on es descompon en α-zearalenol (α-ZOL) i β-zearalenol (β-ZOL).
A causa de la seva activitat estrogènica i els seus metabòlits, nivells plasmàtics elevats es poden relacionar amb alteracions endometrials de les dones i el desenvolupament de carcinomes mamaris. Tot i això, no hi ha dades suficients que demostrin efectes tòxics en humans. Es metabolitza i excreta ràpidament i, per tant, la seva bioacumulació és baixa en òrgans i teixits. La seva ingesta oral no té efectes aguts d'intoxicació, tot i que altes concentracions alteren paràmetres del sistema immunitari in vitro.

### Toxicitat cel·lular
- Interacció amb receptor d'estrogen (ERs): la zearalenona funciona com un estrogen i canvia la conformació dels receptors d'estrogen, formant complexos que entren al nucli de la cèl·lula, s'uneixen al ADN i regulen la transcripció de gens. S'ha demostrat que la unió de ZEA a aquests receptors en els testicles pot causar apoptosi cel·lular i necrosi. Aquests receptors també es troben en els mitocondris. Després de tractar amb ZEA, s'ha advertit que el nombre de mitocondris en els espermatòcits disminuïa i això causava la disminució del nombre d'espermatozous.[9]
- Estrès oxidatiu: la zearalenona causa danys en el sistema de defensa contra les espècies reactives d'oxigen (ROS) i la peroxidació lipídica. El tractament amb ZEA redueix la quantitat d'alguns enzims antioxidants com la catalasa (CAT) o el superòxid dismutasa (SOD). Aquestes espècies reactives d'oxigen que es formen provoquen trencament de doble cadena del ADN i poden acabar induint l'apoptosi cel·lular.[9]
- Inducció a l'apoptosi cel·lular: l'apoptosi és un procés de mort cel·lular controlat.[10] En assajos amb ratolins s'ha trobat que la zearalenona indueix l'apoptosi cel·lular mitjançant l'alteració de l'expressió de certes proteïnes que acaben activant la via de les caspases. S'ha observat que la zearalenona també augmenta la quantitat d'espècies reactives d'oxigen que efecte l'homeòstasi del reticle provocant la creació de proteïnes de reticle endoplasmàtic d'estrès. Aquestes dues vies acaben induint l'apoptosi a través de diferents cascades de senyals.[9]

## Exposició alimentària

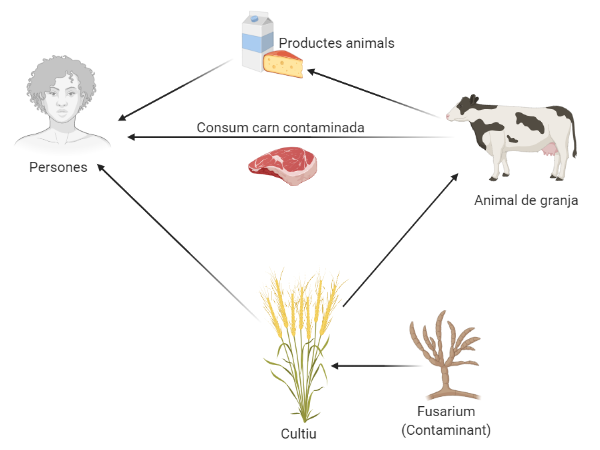
Vies de contaminació per zearalenona, tant des d'animals de granja com directament del cultiu infectat amb Fusarium, el principal productor d'aquesta micotoxina.

Hi ha moltes micotoxines identificades que es poden trobar en aliments i poden causar efectes adversos en la salut tant en humans com en animals de granja; una d'aquestes micotoxines és la zearalenona.
La zearalenona es troba principalment al blat de moro i al blat, però també hi és a altres cereals com l'ordi, la civada, l'arròs, el sorgo i la soja. S'hi pot entrar en contacte a través de la cadena alimentària, com a resultat de la infecció dels cultius amb fongs, tant sigui abans com després de la recol·lecta. La seva exposició pot ser de manera directa, en el consum de l'aliment, o de manera indirecta, per ingesta de productes d'animals que s'han alimentat amb cereals contaminats, sobretot és el cas de la llet. Malgrat això, la seva presència en productes d'origen animal sol ser molt baixa, ja que els animals la metabolitzen de manera ràpida.
El principal problema que presenta és la dificultat d'eliminar-la un cop ha contaminat un aliment, ja que és molt resistent a la cocció a altes temperatures i al processament d'aliments. Per exemple, els processos de pasteurització no aconsegueixen reduir-la a nivells segurs. No obstant això, es pot degradar mitjançant radiació UV, i es veu afectada per medis alcalins. En alguns casos, fins i tot l'aigua es pot veure contaminada amb zearalenona.

## Valors de referència
L'Autoritat Europea de Seguretat Alimentària (EFSA) va establir la dosi sense efecte advers observable (NOAEL, de l'anglès no-observed-adverse-effect level) en 10,4 µg/kg de pes corporal per dia per aquesta micotoxina. Tenint en compte aquest valor de NOAEL, el Panel EFSA sobre contaminants de la cadena alimentària va establir el valor d'ingesta diària tolerable (IDT) per a la zearalenona en 0,25 µg/kg de pes corporal. Aquests valors de màxims de zearalenona també s'apliquen a aliments que la puguin contenir, estableixen un valor per sota del qual l'aliment és segur per a la salut de qui el consumeix. Alguns exemples són:
- En el cas d'aliments per nens i nadons s'ha determinat el màxim a 20 μg/kg.
- En aliments com cereals i aperitius a base de blat de moro a 50 μg/kg.
- En blat de moro sense processar el màxim es troba a 200 μg/kg.[2]

### Exposició crònica
Una exposició crònica estimada a la zearalenona basada en la disponibilitat de dades es troba per sota de la IDT i no representa una preocupació per la salut. Un augment potencial en mil·lilitres de zearalenona en cereals d'esmorzar de 50 µg/kg fins a 150 µg/kg és molt poc probable que resulti en una exposició en la dieta que superi la IDT.
Els valors considerats per l'exposició crònica per tal de no superar els límits en adults són entre 47ng/kg i 93 ng/kg per dia. En canvi, en la mainada aquests valors es troben entre 9,7 ng/kg i 118 ng/kg per dia.

## Efectes adversos en animals de granja
Els grans dels cereals constitueixen una de les principals fonts d'energia que es troba en els aliments dels animals de granja de cria intensiva, per això és important el seu control. Un factor que cal controlar de manera estricta és la presència de micotoxines en aquests grans, sobretot aflatoxines, fumonisina, ocratoxina, tricotecè i la zearalenona; especialment perquè hi ha dades d'estudis que indiquen que aproximadament un 70 per cent dels pinsos derivats de cerals podrien contenir una o més micotoxines. Els efectes observats en animals de granja deguts a la presència de zearalenona en el seu aliment depenen de les interaccions d'aquesta toxina o els seus metabòlits amb els receptors d'estrogen. Un cop la toxina es troba en l'animal no hi ha tractament per eliminar-lo de manera efectiva.

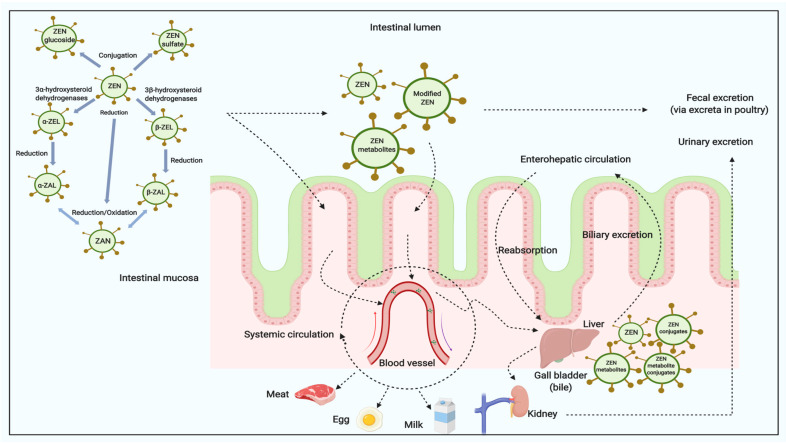
Representació del metabolisme i absorció de la zearalenona en els intestins d'animals. Es veu com a partir d'aquesta absorció pot passar a diferents teixits i productes de l'animal.

### Localització en animals
Aquesta toxina es pot detectar de forma general en el teixit animal que seria consumit (múscul per exemple) i també en la seva circulació, ja que s'uneix a proteïnes del sèrum sanguini.
Diferència entre joves i adults. En el cas de porcs adults (uns 70 kg), es pot detectar zearalenona en el fetge i en la musculatura, que és on es troba més concentrada. En el cas de porcs petits serien molt baixes les quantitats detectades en els mateixos teixits analitzats.
L'absorció de zearalenona a l'intestí prim d'aquests animals és molt ràpida. Després d'una única dosi oral de zearalenona, aquesta micotoxina i els seus metabòlits es poden trobar a la sang en pocs minuts i més del 85 per cent de la zearalenona és absorbida per la llum intestinal (part interna de l'intestí) en menys de 30 minuts.
Relació amb el reg sanguini o sang. La presència de la toxina en diferents òrgans i músculs està relacionada amb la funció de la circulació quan aquesta distribueix nutrients per l'animal viu; per tant, si la toxina és present en la circulació, també es popt trobar en els diferents òrgans i teixits. En el cas de productes animals que entren en contacte amb la sang (per exemple carn picada), cal tenir en compte que si la sang estava contaminada i la carn no, pot haver-hi un cas de contaminació d'aquesta.

### Efectes sobre la fertilitat i reproducció
En un experiment sobre l'efecte en la fertilitat i reproducció es va observar que, amb pinsos contaminats amb zearalenona en proporcions d'entre 15 a 30 ppm amb els quals es van alimentar les truges (femelles de porc) post-aparellament durant 14 dies, es va reduir el nombre de fetus vius a set. En el mateix estudi, no es va observar cap desenvolupament embrionari en truges alimentades amb dietes amb proporcions de zearalenona d'entre 60 s 90 ppm. Això podria suposar clares pèrdues per la indústria porcina i de la ramaderia.
Un altre estudi on es podia observar que la mida de la vulva augmentava de forma significativa en truges, a la vegada es va veure que la secreció de les hormones sexuals es veia distorsionada. Aquests efectes estan relacionats amb el fet que la zearalenona uneix receptors d'estrogen de les cèl·lules de teixits diana, i això pot provocar toxicitat a escala reproductiva, encara que no afecti altres sistemes, com, per exemple, el circulatori.
Diferents estudis han demostrat que en ratolins mascle la zearalenona redueix el nombre de cèl·lules germinals, incrementant la seva mortalitat i el nombre de malformacions; també redueix la mobilitat de l'esperma i la seva capacitat d'adhesió a la zona pel·lúcida de l'òvul. En resum, provoca una reducció en la taxa de fecunditat. Això es a causa que aquesta toxina provoca trencaments de doble cadena de l'ADN en cèl·lules espermatogèniques; és un mecanisme conegut pel qual es degrada el material genètic (ADN) i les cèl·lules que en són fectades moren.
En femelles de ratolí s'ha vist i que la zearalenona interfereix en la producció d'òvuls, disminuint la seva taxa de maduració i causant-ne una morfologia anormal. Efectes nocius com aquests també han estat detectats en estudis amb porcs. En canvi, no s'ha demostrat que tingui efectes teratogènics.

### Efectes sobre la resposta immunitària
La zearalenona o els seus metabòlits en concentracions superiors a 5 μmolar (micromols/litre) causen una important davallada de nivells d'IgG, IgA i IgM. Concentracions d'entre 5 μmolar i 10 μmolar, tant de zearalenona com dels seus metabòlits, van reduir considerablement la síntesis de TNF-α en experiments in vitro, també va fer baixar el nivell de síntesis d'interleucina.
Hi ha experimentacions que demostren que la zearalenona i els seus derivats alteren alguns valors de la resposta humoral i cel·lular immunitària. Per tant, aquests resultats en l'àmbit clínic poden demostrar que els animals intoxicats no són capaços de dur a terme una resposta immunitària adequada. Si l'animal no pot desenvolupar una resposta immunitària adequada això pot fer que sigui molt més susceptible a possibles malalties i, per tant, baixar la productivitat ramadera.

### Conclusions
La zearalenona redueix les immunoglobulines en sèrum i té propietats oxidants, desregula la secreció de les hormones sexuals, augmenta l'àrea de la vulva, produeix toxicitat reproductiva (disminueix fertilitat) i causa dany en el fetge (on va a parar des de l'estòmac i a partir del qual es distribueix per l'organisme gràcies a la sang).
En ramaderia, l'ús de productes antifúngics, productes per augmentar la capacitat del sistema immunitari, antioxidants, antiinflamatoris i protectors del fetge poden ajudar a evitar els efectes adversos causats per la zearalenona.

## Mesures de control i prevenció
Actualment no hi ha un mètode factible per eliminar completament les micotoxines en productes contaminats, però sí que hi ha alguns mètodes per reduir els nivells de zearalenona en aliments i mètodes per prevenir la seva contaminació.

### Tractaments de reducció
La zearanelona és termoestable, això fa molt difícil reduir els nivells en el processament dels aliments. Només amb un tractament alcalí o amb una cocció per extrusió s'ha pogut observar una reducció dels nivells de més d'un 40 per cent.
Els millors mètodes per reduir els nivells de zearalenona sense alterar l'aliment són els mètodes físics, com la selecció del gra i la posterior separació mecànica de la closca i la pols de la resta del cereal. Aquests mètodes són tan efectius perquè gran part de les micotoxines es presenten majoritàriament a les closques dels grans i en el segó.
Per a aliments de consum humà està totalment prohibit la detoxificació amb agents químics; en canvi, sí que està permèsa en matèries primeres de l'alimentació animal.

### Control a la producció alimentària
Hi ha diverses etapes en la producció alimentària que s'han de controlar per minimitzar el risc associat a la presència de zealanenona. Aquestes etapes van des de la sembra al camp, el transport o el mateix processament del producte.
Pel que fa a la sembra del cultiu fins al transpor, s'han d'aplicar unes bones pràctiques agrícoles d'higiene i manipulació. Algunes bones pràctiques recollides a les Recomanacions de la Comissió del 17 d'agost del 2006 són fer una rotació dels cultius, escollir bé la varietat a plantar, fer una bona planificació del cultiu, fer un correcte ús del sòl i dels fungicides.
Pel que fa al processament dels aliments, és fonamental aplicar les bones pràctiques de fabricació d'higiene i manipulació durant el transport, emmagatzematge, producció i envasats dels productes. També és molt important tenir un sistema adequat d'Anàlisi de Perills i Punts de Control Crítics (APPCC).

## Detecció

### Preparació de la mostra
Per fer una bona anàlisi per detectar la zearalenona és molt important la fase de preparació de mostra i els procediments de preconcentració. Aquests processos poden portar el 70 per cent del temps de l'anàlisi total i és el que determina l'èxit d'aquesta anàlisi.
- En mostres d'aliments o teixits animals infectats, primer s'ha d'extreure un dissolvent per determinar els nivells de zearalenona. Les matrius sòlides es trituren per homogeneïtzar amb un dissolvent d'extracció. La suspensió resultant es filtra i, si cal, es sotmet a un tractament posterior.[6] Per a l'extracció de dissolvents en mostres d'aliments o teixits animals infectats també es poden utilitzar altres tècniques alternatives com són l'extracció de líquids a pressió (PLE).[6]
- Per a mostres ambientals o biològiques complexes en les quals hi hagi traces de zearalenona s'utilitzen mètodes més sensibles i sovint requereixen més etapes de purificació abans de fer l'anàlisi. Aquests mètodes poden ser, l'extracció en fase solida (SPE, de l'anglès solid-phase extraction) o la cromatografia de permeació de gel (GPC, de l'anglès gel permeation chromatography). Posteriorment a l'extracció, en aquest tipus de mostres es fa un pas previ d'anàlisis. Aquest pas pot ser mitjançant tècniques immunològiques com l'ús d'immunosorbents. El mètode consisteix a passar l'extracte per una columna amb anticossos policlonals de conill (IgG) per tal de capturar i concentrar les molècules de zearalenona. També es poden usar com a alternativa als immunosorbents els polímers amb impressió molecular (MIP).[6]

### Anàlisi
Hi ha diverses tècniques analítiques per detectar eficientment la zearalenona, amb sensisbilitat diferent per a la detecció de la micotoxina. Les tècniques utilitzades són la cromatografia de capa fina (TLC, de l'anglès thin-layer chromatography), la cromatografia líquida d'alta resolució (HPLC, de l'anglès high-performance liquid chromatography) amb diversos detectors, cromatografia de gasos, (GC, de l'anglès gas chromatography) assaig amb immunosorbent conjugat amb un enzim (ELISA, de l'anglès enzyme-linked immunosorbent assay) o immunosensors.
Cada tècnica té uns avantatges i desavantatges en l'anàlisi pel metabòlit que es mostren a la següent taula.
| Tècniques analítiques | Avantatges | Desavantatges |
| --------------------- | --- | --- |
| TLC                   | Ràpida, cost baix, no requereix equip car.                                                                         | Tècnica analítica semiquantitatius, baix nivell d'automatització, baixa repetibilitat, els resultats de cribratge són ambigus. |
| HPLC                  | Ràpida, automatitzada, no requereix grans mostres, proporciona alta repetibilitat, es pot aplicar a baixos cabals. | La mostra ha de ser molt pura, alts costos de manteniments de l'equip.                                                         |
| GC                    | No requereix dissolvents orgànic nocius, ràpida i automatitzada.                                                   | Requereix equip molt costós, requereix molt de temps, tècnica costosa.                                                         |
| ELISA                 | Utilitza reactius no tòxics.                                                                                       | Alt cost d'anticossos i altres reactius, es poden utilitzar els anticossos només una vegada.                                   |

## Legislació
Actualment hi ha diverses directives europees respecte a la zearalenona. Els límits màxims de contingut de zearalenona en els aliments està regulat pel Reglament (CE) Nº 1881/2006 de la Comissió del 19 de desembre del 2006 pel qual es fixa el contingut màxim de determinats contaminants en productes alimentaris.
D'aquesta Directiva posteriorment es va fer una modificació en relació amb la zearalenona. Aquesta modificació està regulada pel Reglament (CE) Nº 1126/2007 de la Comissió del 28 de setembre del 2007 que modifica el Reglament (CE) Nº 1881/2006 pel qual es fixa el contingut màxim de determinats contaminants en productes alimentaris pel que es refereix a les toxines de Fusarium en el blat de moro i els seus productes.
També existeix el Reglament (CE) Nº 401/2006 de la Comissió del 23 de febrer del 2006, que estableix els mètodes de mostreig i anàlisi per al control oficial del contingut de micotoxines en productes alimentaris.
Aquesta Directiva posteriorment va ser modificada en relació amb la zearalenona. Aquesta modificació està regulada pel Reglament (CE) Nº 519/2014 de la Comissió de 16 del maig del 2014 que modifica el Reglament (CE) Nº 401/2006 en relació als mètodes de mostreig dels lots de grans dimensions, les espècies i els complements alimentaris; les normes de referència per a les toxines T-2 i HT-2 i per a la citrinina, i els mètodes analítics de cribratge.
A més, la Unió Europea va publicar una Recomanació de la Comissió 2006/576/CE del 17 d'agost del 2006 sobre la presència de deoxinivalenol, zearalenona, ocratoxina A, toxina T-2 i HT-2 i fumonisines en productes destinats a l'alimentació animal. Aquesta recomanació va ser modificada en relació amb la zearalenona. Aquesta modificació està inscrita a la Recomanació (UE) 2016/1319 de la Comissió del 29 de juliol del 2016 en el relatiu al deoxinivalenol, zearalenona, ocratoxina A en els aliments per a animals de companyia.
En l'àmbit internacional, la FAO juntament amb l'OMS tenen una comissió del Codex alimentarius on s'han fet codis de pràctiques per a la prevenció de la contaminació de cereals per zearalenona.
En l'àmbit espanyol hi ha diverses guies de bones pràctiques per evitar la contaminació per zearalenona.

## Límits legals
Les següents taules mostren els diferents límits legals segons el marc europeu.
| Producte | Límit (ppm) |
| --- | ----------- |
| Matèries primeres.                                                                                               |             |
| Cereals i productes a base de cereals 2, amb excepció dels subproductes de blat de moro.                         | 2           |
| Subproductes de blat de moro.                                                                                    | 3           |
| Pinsos complementaris i complets.                                                                                |             |
| Pinsos complementaris i complets per a garrins i truges nul·lípares.                                             | 0.1         |
| Pinsos complementaris i complets per a truges i porcs d'engreix.                                                 | 0.25        |
| Pinsos complementaris i complets per a vedells, bestiar lleter, ovelles (inclòs xais) i cabres (inclòs cabrits). | 0.5         |

| Producte alimentari | Continguts màxims (μg/kg) |
| --- | ------------------------- |
| Cereals no elaborats diferents del blat de moro. | 100                       |
| Blat de moro no elaborat excepte el destinat a molta. | 350                       |
| Cereals destinats a al consum humà directe, farina de cereals, segó i germen com a producte final comercialitzat per al consum humà directe, a excepció dels productes alimentaris enumerats en els següents cinc punts.                                                                          | 75                        |
| Blat de moro destinat a al consum humà directe, aperitius de blat de moro i cereals per esmorzar a base de blat de moro. | 100                       |
| Aliments elaborats a base de cereals (exclosos els aliments elaborats a base de blat de moro) i aliments infantils per a lactants i nens de curta edat. | 20                        |
| Aliments elaborats a base de blat de moro per a lactants i nens de curta edat. | 20                        |
| Fraccions de la molta de blat de moro amb una mida de partícula >500 micres, classificades en els codis NC 1103 13 o 1103 20 40, i altres productes de la molta de blat de moro amb una mida de partícula >500 micres, no destinats a consum humà directe, classificats en el codi NC 1904 10 10. | 200                       |
| Fraccions de la molta de blat de moro amb una mida de partícula ≤500 micres, classificades en el codi NC 1102 20, i altres productes de la molta de blat de moro amb una mida de partícula ≤500 micres, no destinats a consum humà directe, classificats en el codi NC 1904 10 10.                | 300                       |
| Oli de blat de moro refinat. | 400                       |
| Pa (inclosos petits productes de fleca), pastissos, galetes, aperitius de cereals i cereals per esmorzar, exclosos els aperitius de blat de moro i els cereals per esmorzar a base de blat de moro.                                                                                               | 50                        |

## Relació amb el càncer
La zearalenona no és classificable com a carginogen perquè no hi ha proves de mutagenicitat, carcinogenicitat ni genotoxicitat en animals de laboratori. Per tant, l'Agència Internacional de Recerca sobre el Càncer (IARC, de l'anglès International Agency for Research on Cancer) la classifica en el grup 3, és a dir, que no es pot classificar respecte a la seva carcinogenicitat.
La zearalenona i els seus metabòlits solen acumular-se en els òrgans reproductors. S'ha trobat traces de α-ZOL en més del 55 per cent de mostres de teixit de dones amb càncer d'endometri. A més, s'han trobat concentracions més altes d'aquest compost en teixits amb tumors, la qual cosa suggereix que ZEA i els seus metabòlits podrien contribuir a la proliferació de cèl·lules tumorals. En canvi, aquests compostos no es troben amb valors significatiuss en teixits de dones sanes.
S'han fet estudis in vitro que avaluen l'efecte de ZEA en la invasió i migració d'una línia cel·lular de càncer de pròstata (PC3). S'ha vist que la ZEA modula la motilitat i invasió cel·lular depenent dels receptors d'estrogen, sobretot l'alfa.
Es pot concloure que majors quantitats de ZEA incrementen la proliferació i invasió de les cèl·lules canceroses. Tanmateix, per confirmar aquest fet falten més estudis i proves in vivo per determinar l'efecte de la contaminació per ZEA en la dieta i el procés que té aquest compost en la carcinogènesi de teixits sensibles a hormones.